# 源師教
源 師教（みなもと の もろのり、生没年不詳）は、平安時代後期の貴族・歌人。村上源氏俊房流。大納言・源師頼の子。官位は従四位上・弾正大弼。

## 経歴
正五位下・侍従に叙任された後、鳥羽院政期中期の康治2年（1143年）阿波権守を兼ねる。のち、従四位下・弾正大弼に叙任され、鳥羽院政期末の久寿2年（1155年）従四位上に至る。

## 人物
勅撰歌人として『千載和歌集』1首の和歌作品が入集している。徳大寺実定の歌集『林下集』の中に、「師教朝臣家にて、おなじ心を」、「師教君家にて、水鳥」などの詞書が記されていることから、師教が自邸でしばしば歌会を開催していた様子が窺われる。

## 官歴
- 時期不詳：正五位下。侍従[5]
- 康治2年（1143年） 正月27日：兼阿波権守[5]
- 時期不詳：従四位下。弾正大弼[6]
- 久寿2年（1155年） 正月：兼讃岐介[6]。11月10日：兼近江権介[7][8]。11月22日：従四位上[7][9]

## 系譜
『尊卑分脈』による。
- 父：源師頼
- 母：藤原忠俊の娘
- 妻：藤原忠教の娘
  - 男子：源師家または源師兼
- 生母不詳の子女
  - 男子：行教
  - 男子：静修